# Jean-François De Sart
Jean-François De Sart (Waremme, 18 de dezembro de 1961) é um treinador de futebol e ex-futebolista belga.
Dedicou a maior parte de sua carreira como jogador ao RFC Liège, onde atuou em 310 jogos (no total, foram 373) e marcou 16 gols. Jogou também 2 temporadas pelo Anderlecht, atuando em 19 partidas. O zagueiro deixou de jogar em 1995, aos 34 anos.
Como técnico, o trabalho de maior destaque foi pelas categorias de base da Seleção Belga, principalmente a equipe sub-21, comandada por De Sart entre 1999 e 2011. Trabalhou, ainda, no Standard de Liège, entre 2010 e 2014, acumulando as funções de auxiliar-técnico e diretor-esportivo. Seu filho, Julien (nascido em 1994), também é jogador de futebol.

## Seleção Belga
Pela Seleção Belga, De Sart jogou 3 partidas, todas em 1989. Participou da Copa de 1990, mas não jogou nenhuma das 4 partidas dos Diables Rouges na competição.

## Links
- Jean-François De Sart em National-Football-Teams.com